# Diakonisse (dokumentarfilm)
Diakonisse er en dansk dokumentarfilm fra 1950, der er instrueret af Nicolai Lichtenberg efter manuskript af ham selv, Poul Hartling og Kirsten Bundgaard.

## Handling
Hvad er en diakonisse? Hvordan er hun, hvordan lever og arbejder hun? Det er disse spørgsmål, filmen søger at besvare. Den viser diakonissen i hendes daglige gerning, og den lader samtidig seere forstå baggrunden for hendes kald, der gør hende til en hjælper for syge og gamle på livets skyggeside.